# Остингерслебен
Остингерслебен (нем. Ostingersleben) — деревня в Германии, в земле Саксония-Анхальт.
Входит в состав общины Ингерслебен района Бёрде. Население составляет 269 человек (на 31 декабря 2006 года). Занимает площадь 7,46 км².
Впервые упоминается в 1160 году.
Ранее деревня Остингерслебен имела статус общины (коммуны). 1 января 2010 года была объединена с соседними населёнными пунктами, образовав новую общину Ингерслебен.

## Достопримечательности
- Ветряная мельница 1791 года постройки.
- Церковь, построенная в конце XVIII века.

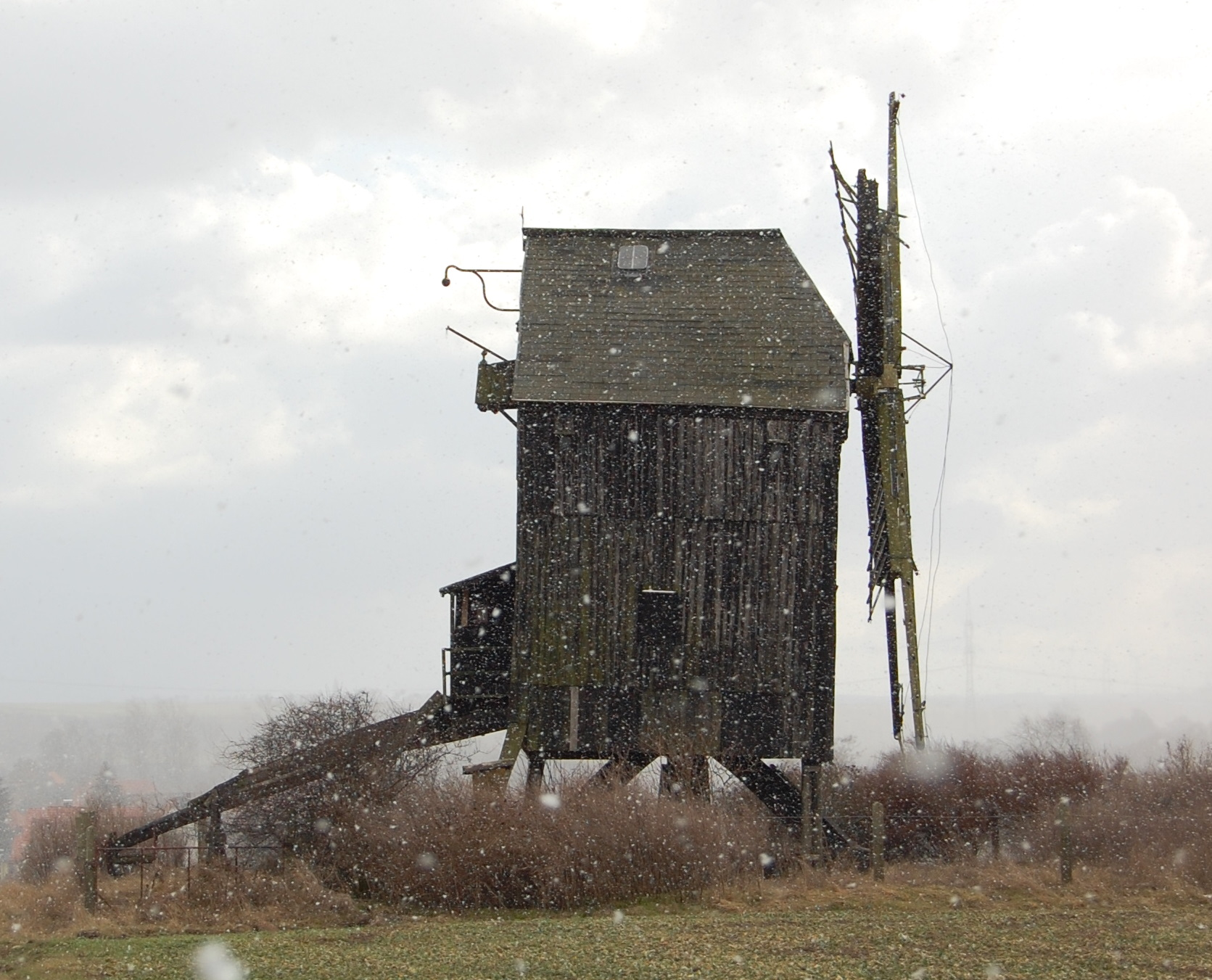
Мельница
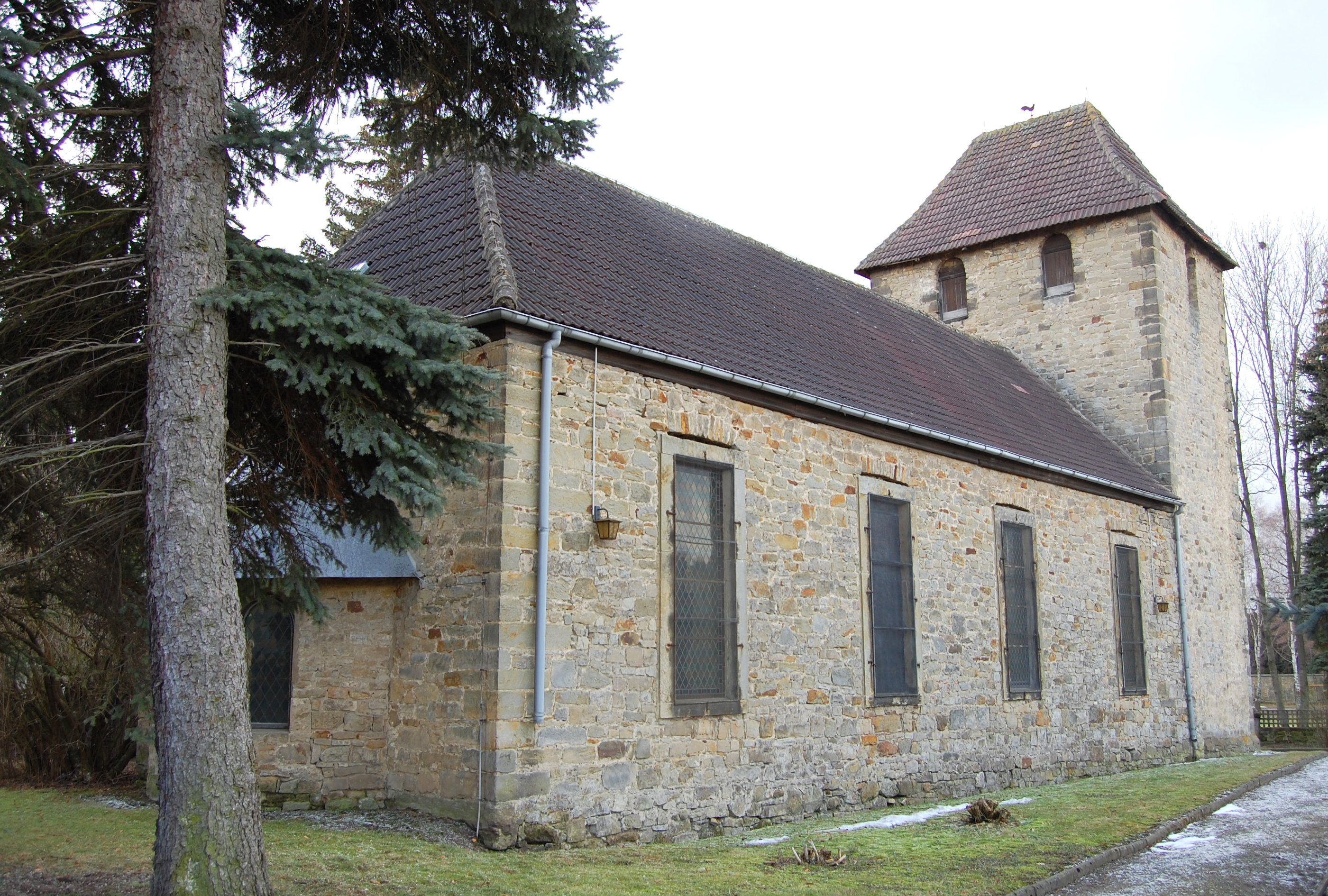
Церковь